# Apothema

Apothema van een regelmatige zeshoek

Het apothema (Grieks: ἀπόθεμα, het neergelatene) is een meetkundige term die op een cirkel, een regelmatige veelhoek, en een regelmatige piramide kan worden toegepast. Het begrip wordt soms ook bij een kegel gebruikt.
In een cirkel is het apothema van een koorde het lijnstuk dat van het middelpunt van de cirkel loodrecht naar het midden van de koorde loopt. Ook de lengte van het apothema wordt wel met de term apothema aangeduid.
Bij een regelmatige veelhoek is het apothema het lijnstuk en ook wel de afstand van het middelpunt van de veelhoek tot het centrum van een zijde. De afstand is gelijk aan de straal van een ingeschreven cirkel in de veelhoek.
Bij een regelmatige piramide is het apothema de (in een zijvlak gelegen) loodlijn uit de top op een ribbe van het grondvlak. Bij een regelmatige afgeknotte piramide is het apothema de hoogtelijn loodrecht op de evenwijdige zijden van elk der trapezia.
Bij een rechte cirkelkegel is het apothema de afstand van de top tot een punt van de grondcirkel. Bij een afgeknotte rechte cirkelkegel is het apothema het op de kegelmantel gelegen deel van het apothema van de bijbehorende niet-afgeknotte cirkelkegel.